# Hamilton Soares Bedford
Hamilton Soares Bedford (, 25 de fevereiro de 1916) foi um militar e esportista brasileiro.
Era instrutor de equitação da Academia Militar de Agulhas Negras, em Resende, no Rio de Janeiro. Foi praticante do pentatlo moderno.

## Carreira esportiva
Humberto Bedford representou o Brasil nos Jogos Olímpicos de 1948, no qual ficou na 43° posição no individual. 